# Rivière du Monument
Pour les articles homonymes, voir Monument (homonymie).
La rivière du Monument coule dans la municipalité de Saint-Théophile, dans la municipalité régionale de comté (MRC) de Beauce-Sartigan, dans la région administrative de Chaudière-Appalaches, au Québec, au Canada. La rivière du Monument est un affluent de la rive sud de la rivière du Loup, laquelle se déverse sur la rive est de la rivière Chaudière ; cette dernière coule vers le nord pour se déverser sur la rive sud du fleuve Saint-Laurent.

## Géographie
Les principaux bassins versants voisins de la rivière du Monument sont :
- côté nord : rivière du Loup, ruisseau Oliva, ruisseau Croche ;
- côté est : Lac Bartley, Cape Horn Pond (É.U.A.), Fourmille Brook (É.U.A.) ;
- côté sud : Penobscot River (É.U.A.) ;
- côté ouest : ruisseau Caouette, rivière Chaudière, rivière du Loup.

La rivière du Monument prend sa source au lac du Monument (longueur : 0,5 km ; altitude : 572 m), dans Saint-Théophile. Ce lac est situé à 0,6 km au nord de la frontière du Comté de Somerset au Maine (États-Unis) et de la MRC de Beauce-Sartigan au Québec (Canada).
À partir de sa source, le cours de la rivière du Monument coule sur 10,3 km répartis selon les segments suivants :
- 4,9 km vers le sud-est, puis le nord, jusqu'à la confluence du ruisseau Lourison (venant de l'est) ;
- 3,5 km vers le nord-ouest, jusqu'à la confluence de la petite rivière du Monument (venant du sud) ;
- 1,9 km vers le nord-ouest, jusqu'à sa confluence.

La rivière du Monument se jette sur la rive sud de la rivière du Loup, dans Saint-Théophile.

## Toponymie
Le toponyme Rivière du Monument a été officialisé le 5 décembre 1968 à la Commission de toponymie du Québec.